# Rami Imam
Rami Imam (Il Cairo, 25 novembre 1974) è un regista egiziano, figlio del noto attore egiziano Adel Imam.

## Filmografia

### Cinema
- Elwad mahrous betaa alwazir, co-regia di Nader Galal (1999)
- Amir El Zalam (2002)
- Ghabi mino fih (2004)
- Booha (2005)
- Klashinkov (2008)
- Hassan wa Morcus (2008)

### Serie TV
- Ayza Atgawez (2010)
- Naji Attallah's Squad (2012)
- The Oracle 2013 (2013)
- Saheb El Saada (2014)
- Mamoun Wa Shurakah (2016)
- Hidden Worlds (2018)